# Distant Sun
Distant Sun — московская пауэр-метал-группа, основанная в 2010 году. За время существования выпустила 2 альбома, 1 мини-альбом и 2 сингла. Релизы группы изданы на физических носителях музыкальными лейблами Metalism Records и Sublimity Records. Оба альбома Distant Sun признавались в числе лучших релизов года как профессиональными журналистами, так и пользователями специализированного сайта Mastersland.com. Рецензии на альбомы группы опубликованы в таких печатных изданиях, как  Rock Hard (Германия), Legacy (Германия), Powerplay (Великобритания), Manic Mosh (Великобритания), Dark City и InRock.

## История группы
Группа Distant Sun образована в городе Москве в 2010 году музыкантом Алексеем Марковым, известным также по участию в таких группах, как Shadow Host и Starsoup. Основным жанром коллектива по мнению большинства критиков является пауэр/трэш-метал с элементами спид-метала. По словам самих участников Distant Sun, на стилистику коллектива оказали влияние такие зарубежные группы, как Megadeth, Blind Guardian, Annihilator, Rage и Metallica. Отдавая должное вышеперечисленным коллективам, музыканты Distant Sun опубликовали на своём YouTube-канале ряд видеороликов с кавер-версиями песен данных групп; в записи некоторых из них принимал участие барабанщик «Арконы» Андрей Ищенко. Все песни Distant Sun исполняет на английском языке.
Дебютный мини-альбом Sunless Citadel записан Алексеем Марковым (гитара, вокал) при помощи сессионных музыкантов. Запись проходила летом 2010 года на студии «Дай рекордс» под руководством звукорежиссёра Евгения Виноградова. В записи 4 песен принял участие гитарист «Эпидемии» Илья Мамонтов. Помимо пяти собственных творений, на дисках, выпущенных группой самостоятельно в 2011 году, представлена кавер-версия песни «Я остаюсь» группы «Чёрный обелиск», в записи которой участвовал гитарист Catharsis Олег Мишин. В 2012 году Sunless Citadel переиздан на компакт-дисках на лейбле Sublimity Records; новая версия издания отличалась наличием буклета с текстами песен.
В 2014 году сформировалось трио: Алексей Марков (вокал, гитара), Артём Молодцов (бас-гитара), Эрланд Сиволапов (ударные). Все трое музыкантов на тот момент также входили в состав старейшей российской пауэр-метал-группы Shadow Host, образованной в 1993 году . Молодцов, наряду с Марковым, принял активное участие в сочинении нового материала.
В мае 2015 года на лейбле Metalism Records вышел дебютный полноформатник Dark Matter. Музыкальным критиком Всеволодом Барониным данный релиз назван «Альбомом года» среди российских метал-исполнителей. В статье «Итоги 2015 года по мнению редакции журнала InRock» корреспондент издания Дмитрий Кошелев охарактеризовал альбом Dark Matter следующим образом: «При всей эклектичности и разноплановости композиций альбом получился убедительным. Подчас реальность оказывается невероятнее фантастики. Этому сказочному материалу трудно не поверить». В 72-м номере журнала InRock за 2015 год опубликовано интервью с группой . Пользователи сайта Mastersland.com также отметили Dark Matter среди лучших альбомов года, выпущенных российскими группами, поставив его на 5-ю строчку.
1 октября 2015 года лейбл Metalism Records выпустил лимитированное переиздание дебютного альбома с видоизменённым названием Darkest Matter и двумя бонус-треками. Диск издан в формате диджипак, а его звучание доработано звукорежиссёром Аркадием Навахо. Группа позиционирует данный релиз как издание для аудиофилов: «Альбом ремастирован для прослушивания на высокой громкости. Мы добавили низкие частоты и немного прибрали средние и высокие. Теперь у вас определённо возникнет желание врубить Darkest Matter на полную катушку!», — комментирует Алексей Марков.
Летом 2016 года руководитель официального кавер-проекта Metallica Show S&M Tribute Владимир Бурыкин увидел на сайте YouTube видеоролик с исполнением Distant Sun песни группы Megadeth «Symphony of Destruction», набравший более 300 тысяч просмотров, и решил пригласить Алексея Маркова в качестве вокалиста и гитариста в Metallica Show S&M Tribute. После успешно проведённых репетиций Алексей был утверждён в состав коллектива в качестве фронтмена. В 2016–2017 гг. состоялся ряд концертов кавер-группы с симфоническим оркестром, первый из которых прошёл 4 ноября 2016 года в Нижнем Новгороде, а 2 марта 2017 года состоялось выступление на престижной московской площадке Crocus City Hall. Также стоит отметить прошедшее 19 декабря 2016 года  Архивная копия от 2 февраля 2017 на Wayback Machine выступление проекта на крупнейшей концертной площадке Белоруссии — Дворце Республики, названной президентом Александром Лукашенко одним из главных символов современной Беларуси  (недоступная ссылка); концерт прошёл при участии Президентского оркестра Республики Беларусь под управлением заслуженного артиста РБ Виктора Бабарикина, известного по работе с группой Scorpions.
Над сведением второго альбома, Into the Nebula, в период с сентября по октябрь 2016 года работал звукорежиссёр Аркадий Навахо. 10 октября 2016 года на YouTube-канале лейбла Metalism Records был опубликован текстовый видеоклип на сингл «God Emperor», песня была сочинена по мотивам знаменитой фантастической саги Фрэнка Герберта «Дюна». Сингл, на обложке которого изображён Бог-император Дюны, доступен на популярных площадках по продаже цифрового контента. Автором обложек всех дисков Distant Sun является художник W. Smerdulak, в портфолио которого работы над оформлением релизов более чем 60-ти метал-групп.
18 ноября 2016 выходит цифровая версия нового альбома Into the Nebula. Помимо композиций собственного сочинения, на релизе представлена кавер-версия песни «The Tharks» ныне несуществующей российской пауэр-метал-группы Barsoom. «Чрезвычайно сложная песня от наших, можно сказать, вдохновителей. Я считаю альбом Barsoom одним из лучших пауэр-релизов на нашей сцене за последние лет этак 15, то есть, в общем-то, за все годы», — так обосновал появление данного трека Марков в своём «Живом журнале», комментируя песни с альбома. По результатам продаж новая работа группы поднимается на первую строчку в российском сегменте метал-чарта Google Play Music.
CD-версия Into the Nebula выходит 18 декабря 2016 года на лейбле Metalism Records в двух вариантах: помимо стандартного jewel case, также выпущено лимитированное издание в формате диджипак.
Альбом Into the Nebula вошёл в десятку лучших хэви-металлических альбомов 2016 года по версии сайта Soyuz.ru, а также попал на 4-ю строчку лучших альбомов российских метал-групп, выпущенных в 2016 году, по версии сайта Mastersland.com. Журналисты печатного издания InRock Дмитрий Кошелев и Катерина Межекова назвали Into the Nebula в числе лучших альбомов 2016 года среди российских исполнителей, оба корреспондента поставили его на 2-е место в списках личных предпочтений.
В апреле 2017 года опубликован текстовый видеоклип на новый сингл «Seagull Named Jon». Песня написана по мотивам повести «Чайка по имени Джонатан Ливингстон» Ричарда Баха.

## Дискография

### Студийные альбомы
- 2015 — Dark Matter (в том же году переиздан с бонус-треками под названием Darkest Matter)
- 2016 — Into the Nebula

### Мини-альбомы
- 2011 — Sunless Citadel

### Синглы
- 2016 — «God Emperor»[18]
- 2017 — «Seagull Named Jon»[23]

### Кавер-версии
- Megadeth «Symphony of Destruction»
- Blind Guardian «Mirror Mirror»
- Annihilator «King of the Kill»
- Rage «Invisible Horizons»
- Rage «Waiting for the Moon»
- Rage «Higher Than the Sky»
- Metallica «Battery»
- Metallica «One»
- Testament «Electric Crown»
- Nightwish «Stargazers»
- Pantera «Cowboys from Hell»
- Iron Maiden «2 Minutes to Midnight»
- Ozzy Osbourne «Crazy Train»
- Stratovarius «Hunting High and Low»
- «Чёрный обелиск» «Я остаюсь»
- Barsoom «The Tharks»[20]

## Участники
Состав:
- Алексей Марков — вокал, гитара
- Артём Молодцов — бас-гитара
- Эрланд Сиволапов — ударные